# Great Australians Party
Great Australians Party (GAP) er et politisk parti i Australien. Det blev dannet i 2003 af John James Cumming, og er i dag ledet af forretningsmanden John Rivett fra Queensland.
| Politik | Spire Denne artikel om politik og ideologi er en spire som bør udbygges. Du er velkommen til at hjælpe Wikipedia ved at udvide den. |